# 名前をつけてやる
『名前をつけてやる』（なまえをつけてやる）は、 日本のロックバンド・スピッツの2作目のオリジナルアルバム。1991年11月25日にポリドールより発売。

## 概要
デビュー直後に制作開始。前作のレコーディングでの反省点を踏まえ、プリプロダクションを行なった上で計画的にレコーディングされた。
草野が当時影響を受けていた、ライドやマイ・ブラッディ・ヴァレンタインといったシューゲイザーの要素と、前作でも見られた歌謡曲の要素を融合させた、メンバー曰く「ライド歌謡」を目指して作り上げられた。
2013年現在オリジナル盤は廃盤となり、LAのエンジニア、スティーヴン・マーカッセンによりリマスタリングを施して、2002年10月16日に再発。『snoozer』編集長田中宗一郎によるライナーノーツが封入されている。ライナーノーツでの田中の今作に対する大まかな論旨は「スピッツは日本国初のオルタナティブ・ロックバンドであり、向こう10年以上にわたって日本に出現するこのアルバムのフォロワーの中で、この作品に届く存在は皆無である」といったものである。
ジャケットに写る猫の名前は「このみちゃん」である。

## 収録曲
| 全編曲: スピッツ。 |                                                   |           |           |       |
| #                  | タイトル                                          | 作詞      | 作曲      | 時間  |
| 1.                 | 「ウサギのバイク」                                | 草野正宗  | 草野正宗  | 3:28  |
| 2.                 | 「日曜日」                                        | 草野正宗  | 草野正宗  | 2:36  |
| 3.                 | 「名前をつけてやる」                              | 草野正宗  | 草野正宗  | 3:44  |
| 4.                 | 「鈴虫を飼う」                                    | 草野正宗  | 三輪徹也  | 4:48  |
| 5.                 | 「ミーコとギター」                                | 草野正宗  | 草野正宗  | 2:46  |
| 6.                 | 「プール」                                        | 草野正宗  | 草野正宗  | 3:52  |
| 7.                 | 「胸に咲いた黄色い花」                            | 草野正宗  | 草野正宗  | 3:24  |
| 8.                 | 「待ちあわせ」                                    | 草野正宗  | 草野正宗  | 2:58  |
| 9.                 | 「あわ」                                          | 草野正宗  | 草野正宗  | 4:31  |
| 10.                | 「恋のうた」                                      | 草野正宗  | 草野正宗  | 2:40  |
| 11.                | 「魔女旅に出る」(オーケストレーション:長谷川智樹) | 草野正宗  | 草野正宗  | 3:59  |
| 合計時間:          | 合計時間:                                         | 合計時間: | 合計時間: | 38:46 |

### 楽曲解説
1. ウサギのバイク
アルペジオで始まるイントロが印象的。1番は“ラララ…”、“TuTuTu…”とスキャットのみで歌っている。草野自身も気に入っている曲であり、「自分の好きな曲ベスト10には絶対入る」と語るほど[要出典]。
2. 日曜日
3. 名前をつけてやる
アルバムの表題曲。草野曰く「その辺の猫や草木に名前をつけてやると強がっている曲」[要出典]。
4. 鈴虫を飼う
歌中の「乗り換えする駅」とは草野が学生時代によく利用した国分寺駅のこと[要出典]。
5. ミーコとギター
ミーコとは架空の女の子の名前である。
6. プール
アニメ『ハチミツとクローバー』の挿入歌として使用された。
7. 胸に咲いた黄色い花
ギターリフはXTCの「Mayor of Simpleton」へのオマージュ。当時メンバーは黄色い花を贈られることが増えたという[要出典]。
初期のアルバム曲ながら、1994年にテレビユー福島の音楽番組に出演した際ライブで披露された事がある。
8. 待ちあわせ
9. あわ
ジャズを意識した4ビートの曲。仮タイトルは「シャボン」。デビュー前にはライブで「シャボンの歌」として演奏されたことがあるが、今作にて初めて音源化された。
10. 恋のうた
スピッツがパンクロックから転向するきっかけとなった曲。草野がアコースティックギターで作曲した初めての曲であり、これまで8ビートばかり叩いてきた﨑山はドラムをどう叩けばいいかわからず悩んだという。三輪は「この曲でスピッツの方向性が決まった」と語っている[要出典]。インディーズアルバム『ヒバリのこころ』にも収録されており、そちらでは歪んだギターストロークが入ったアレンジとなっており、本作ではアルペジオが主体となっている。ライブでは草野がシェイカーを鳴らしながら歌う。
11. 魔女旅に出る
3rdシングル。バンド演奏にストリングスを導入した初めての曲であり、スピッツ史上で初めてのタイアップソングである（石川県内のスキー場のイメージソング）。この曲で組んだ長谷川智樹とは後にミニアルバム『オーロラになれなかった人のために』を製作することになる。

## アナログ盤
- Spitz Analog Disc Collection Vol.6として、アナログ盤が1997年6月6日にリリースされた。
- ブラウン・クリア・ビニール仕様。
- 南Q太によるオリジナルコミックを収録。
- 曲順、構成は以下の通り。

| 全編曲: スピッツ。 |                  |       |            |      |
| #                  | タイトル         | 作詞  | 作曲・編曲 | 時間 |
| 1.                 | 「魔女旅に出る」 |       |            | 3:59 |
| 2.                 | 「日曜日」       |       |            | 2:36 |
| 3.                 | 「プール」       |       |            | 3:52 |
| 4.                 | 「あわ」         |       |            | 4:31 |
| 5.                 | 「待ちあわせ」   |       |            | 2:58 |
| 6.                 | 「恋のうた」     |       |            | 2:40 |
| 合計時間:          | 合計時間:        | 20:36 |            |      |

| 全編曲: スピッツ。 |                        |       |            |      |
| #                  | タイトル               | 作詞  | 作曲・編曲 | 時間 |
| 1.                 | 「ウサギのバイク」     |       |            | 3:28 |
| 2.                 | 「胸に咲いた黄色い花」 |       |            | 3:24 |
| 3.                 | 「鈴虫を飼う」         |       |            | 4:48 |
| 4.                 | 「ミーコとギター」     |       |            | 2:46 |
| 5.                 | 「名前をつけてやる」   |       |            | 3:44 |
| 合計時間:          | 合計時間:              | 18:10 |            |      |

## 参加ミュージシャン

### スピッツ
- 草野マサムネ - ボーカル、アコースティック・ギター
- 三輪テツヤ - エレクトリック・ギター、アコースティック・ギター、マンドリン、コーラス
- 田村アキヒロ - ベース
- 﨑山龍男 - ドラムス、パーカッション

### 外部ミュージシャン
- 広谷順子 - コーラス（1曲目）
- 青木成美（81プロデュース） - 笑い声（2曲目）
- 矢代恒彦 - Memory Moog、キーボード（6、9、10曲目）
- 鈴木直樹 - シンセサイザーオペレート（6、9、10曲目）
- 友田グループ - ストリングス（11曲目）
- 平内保夫 - トロンボーン（11曲目）
- 岡田澄雄 - トロンボーン（11曲目）
- 南浩之 - フレンチホルン（11曲目）
- 藤田之比古 - フレンチホルン（11曲目）
- 旭孝 - ピッコロ（11曲目）
- 新谷祥子 - グロッケンシュピール（11曲目）